# Monumento a Felice Cavallotti

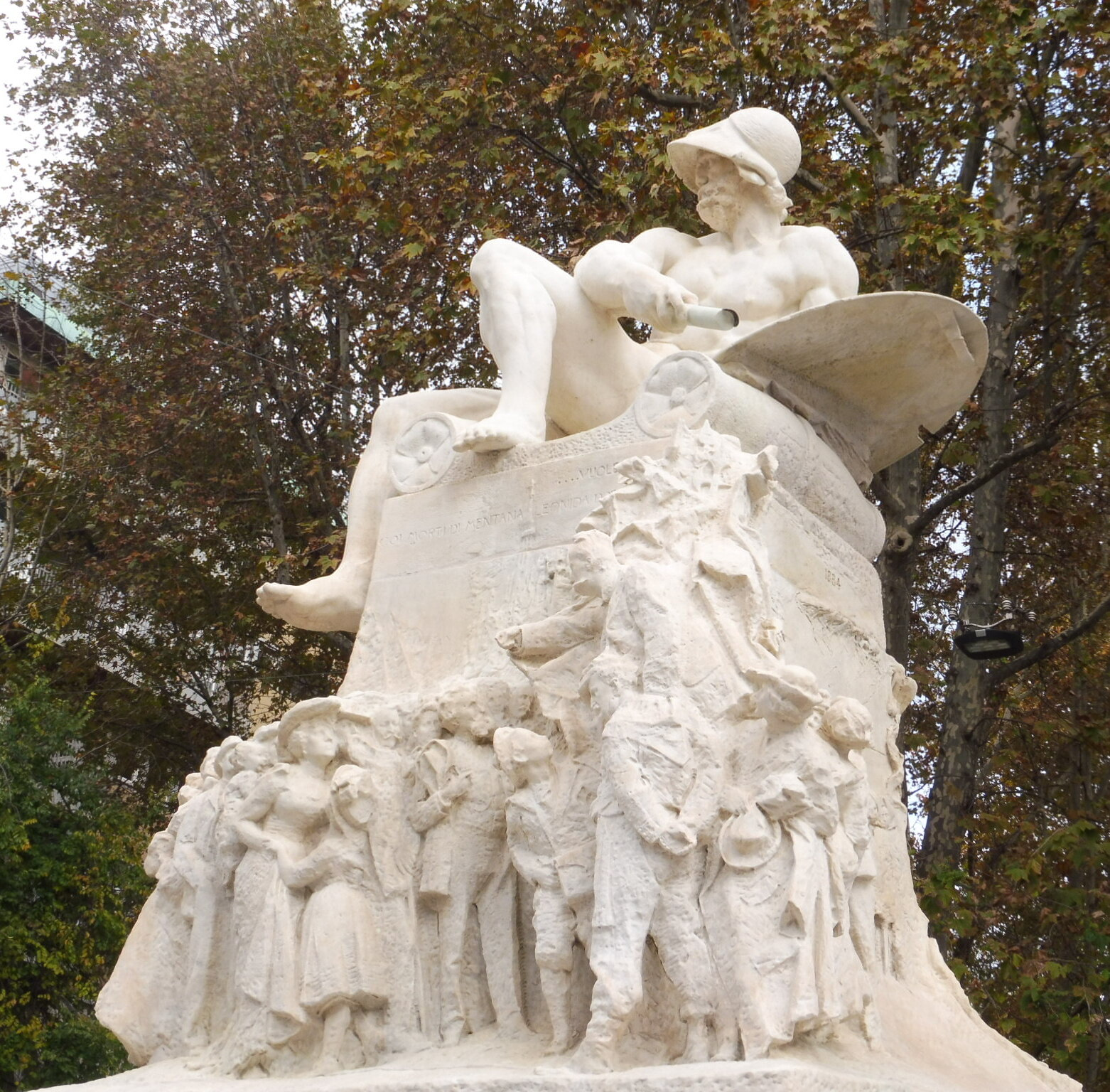
Il monumento

Il monumento a Felice Cavallotti, popolarmente detto in dialetto milanese el Bioton, è una statua costruita nel 1906 in onore del politico e sindacalista della sinistra storica, per volontà di Giuseppe Missori, che era garibaldino come Cavallotti e scolpita da Ernesto Bazzaro.

## Storia e descrizione
Interamente realizzato in marmo, è costituito da un basamento lavorato a bassorilievo raffigurante un’adunata di popolo, con la figura di Cavallotti arringante, sul fronte, mentre sul retro sono raffigurati i funerali del garibaldino. All’apice, su un'ara all'antica, è seduto un nudo maschile, con elmo greco e scudo.
Venne posta in principio all'Ambrosiana ma, nel 1933, per interessamento diretto di Benito Mussolini, il monumento fu smontato e ricoverato in un magazzino nei depositi comunali. Solo dopo la seconda guerra mondiale, con i numerosi spazi vuoti lasciati dai bombardamenti, viene posta vicina al Palazzo del Senato, al posto di una statua di Giacomo Medici.

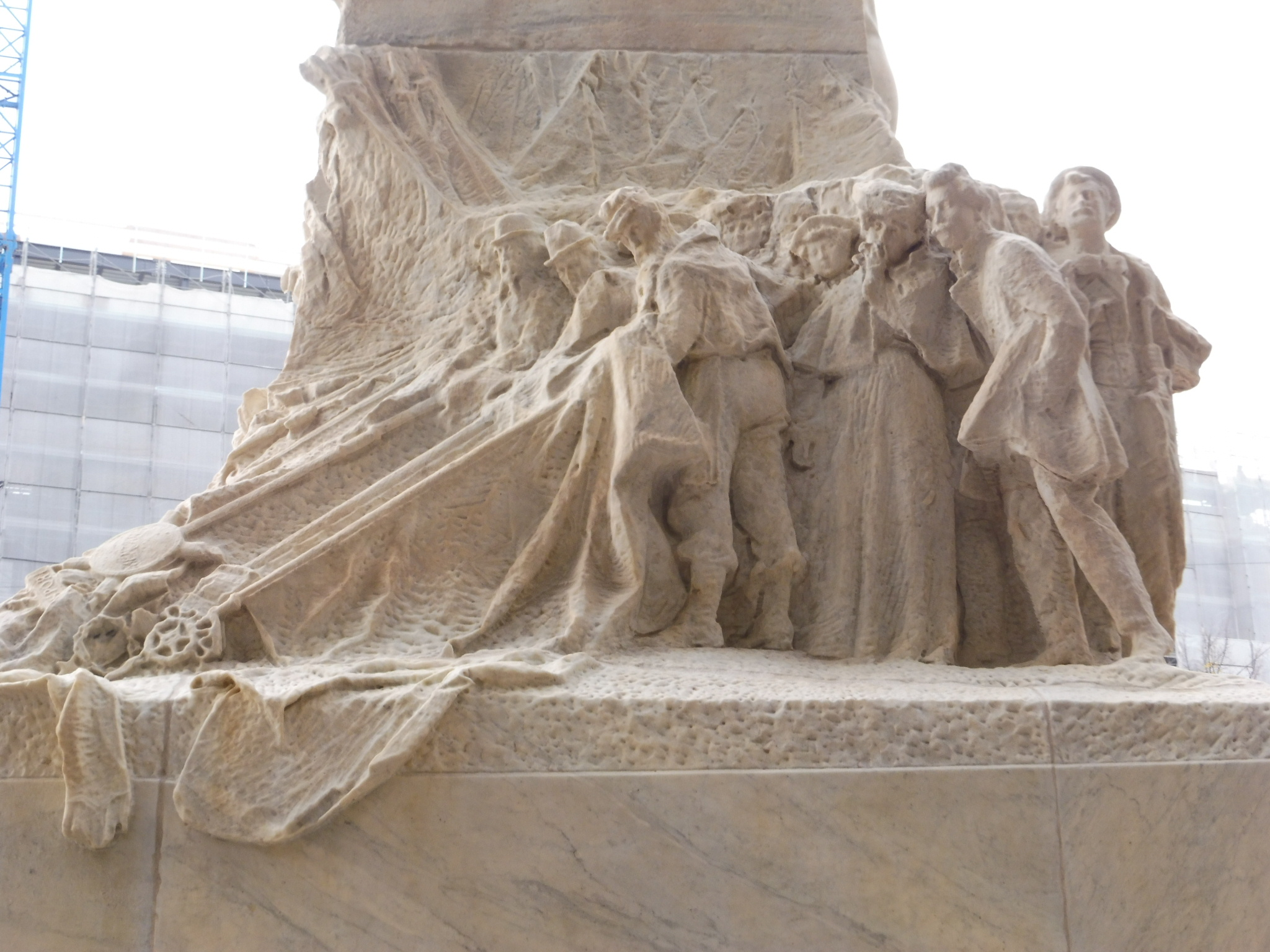
"Il funerale di Cavallotti"